# Anthemis trotzkiana
Anthemis trotzkiana là một loài thực vật có hoa trong họ Cúc. Loài này được Claus mô tả khoa học đầu tiên năm 1847.